# Song Sung Blue (film, 2025)
Song Sung Blue är en amerikansk musikbiografi- och dramafilm  som har premiär i USA den 25 december 2025. Den är regisserad av Craig Brewer som även skrivit filmens manus. Filmen är baserad på verkliga händelser och dess titel är hämtad från Neil Diamonds låt Song Sung Blue.

## Handling
Lightning och Thunder, ett Neil Diamond-tributeband bestående av ett gift par från Milwaukee, upplever både enorma framgångar och förkrossande hjärtesorg under sin gemensamma musikresa.

## Rollista (i urval)
- Hugh Jackman - Mike Sardina
- Kate Hudson - Claire Sardina
- Michael Imperioli
- Fisher Stevens
- Jim Belushi
- Ella Anderson
- King Princess
- Mustafa Shakir
- Erika Slezak
- Hudson Hilbert Hensley
- Sean Allan Krill